# Surazos
Surazos – silny, zimny wiatr południowy wiejący z południowego Pacyfiku przez tereny Ameryki Południowej, od równin Argentyny do Amazonki aż po Andy i płaskowyż Altiplano.
Surazos przynosi nagłe spadki temperatury powietrza, dochodzące do 10 °C. W Kordylierze Wschodniej wiatr przynosi również opady śniegu w najwyższych partiach gór.
Surazos występuje głównie w okresie lipca–sierpnia.